# باسمو (أسطورة)
باسمو أو باشمو (بالإنجليزية: Basmu/ بالمسمارية يعني «ثعبان السم») مخلوق أسطوري قديم في بلاد الرافدين، ثعبان مقرن مع ساقين وأجنحة أمامية. كان أيضاً الاسم الأكادي للكوكبة البابلية (MUL.DINGIR.MUŠ) أي ما يعادل الهيدرا اليونانية. تم إثباته لأول مرة بنقش أسطوانة من القرن 22 ق.م. في جوديا. ويوصف بأنه أفعوان عملاق طوله أربعون ذراعاً، بعدة ألسن وأحناك. رمز الرب السومري نينغيشزيدا (Ningishzida).

## نينغيشزيدا

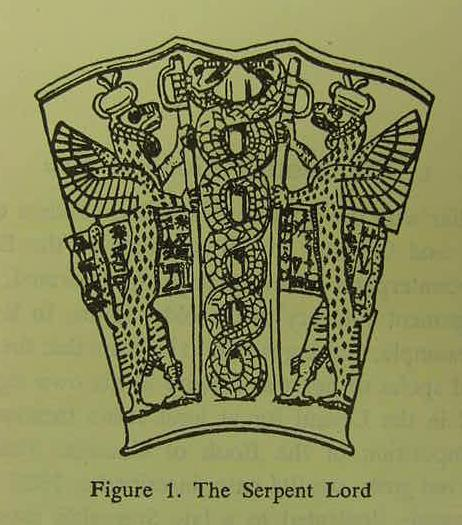
رمز الرب السومري نينغيشزيدا (Ningishzida)

نينغيشزيدا هي إله كان يعيش في العالم السفلي. وهو ابن نينازو ولقب «رب شجرة الخير». في قصيدة سومرية، ذكر أنه أثناء موت الملك جلجامش قابل كل من نينجيشزيدا ودوموزي في العالم السفلي. غوديا ملك لكش ذكر بأن نينجيشزيدا هو حاميه الشخصي. في أسطورة أدبا ذكر بكون نينجيشزيدا ودوموزيد حراس بوابة الجنة العليا. ذكر بأنه مرتبط بكوكبة الشجاع.